# Halozetes necrophagus
Halozetes necrophagus är en kvalsterart som beskrevs av Wallwork 1967. Halozetes necrophagus ingår i släktet Halozetes och familjen Ameronothridae. Inga underarter finns listade i Catalogue of Life.